# Стабло гинка код хотела Парк у Новом Саду
Стабло гинка код хотела Парк у Новом Саду је споменик природе и заштићено природно добро у Србији. Под заштитом се налази стогодишње дрво Ginkgo biloba L и припадајућа околина. Заштићено стабло налази се на простору Споменика природе Футошки парк.

## Основне карактеристике
Стабло гинка налази се у Новом Саду, на јавној површини у близини хотела Парк. Процењује се да је старост стабла од око сто година. Поред самог стабла, под заштитом се налази и околна површина у укупном износу од 211 m².
| Дендрометријске карактеристике стабла | Дендрометријске карактеристике стабла |
| ------------------------------------- | ------------------------------------- |
| висина стабла:                        | 14 m                                  |
| висина дебла до прве гране            | 2,4 m                                 |
| обим дебла (прсни пречник)            | 303 cm                                |
| печник крошње:                        | 8,2 m                                 |

## Заштита локалитета
Покрајински завод за заштиту природе покренуо је поступак заштите стабла, 3. фебруара 2014. године, достављањем студије заштите. Скупштина Новог Сада је на седници одржаној 12. децембра 2019. донела одлуку о проглашењу Споменика природе Стабло гинка код хотела парк у Новом Саду.
На заштићеном подручју успостављен је режим заштите III степена и поверено на управљању Јавном комуналном предузећу Градско зеленило из Новог Сада.